# Чапаєвка (Жамбильський район)
Чапа́євка (каз. Чапаев) — село у складі Жамбильського району Північноказахстанської області Казахстану. Входить до складу Первомайського сільського округу.
Населення — 85 осіб (2021; 185 у 2009, 243 у 1999, 311 у 1989).
Національний склад станом на 1989 рік:
- українці — 76 %.